# Israel-Premier Tech
L'equip Israel Start-Up Nation (codi UCI: ISN) és un equip ciclista professional israelià. Inicialment tenia la seu a Lucca tot i que posteriorment la traslladà a Girona. Creat al 2015 amb categoria Continental, el 2017 pujà a Continental professional i entre el 2020 i el 2022 fou un equip UCI WorldTeam, després que a finals del 2019 comprés la llicència de l'equip Katusha-Alpecin. El 2022 va perdre la categoria.

## Principals victòries

### Curses d'un dia
- Le Samyn: 2020 (Hugo Hofstetter)
- París-Tours: 2023 (Riley Sheehan)

### Curses per etapes
- Volta a Hongria: 2016 (Mihkel Räim), 2019 (Krists Neilands)
- Volta a Castella i Lleó: 2018 (Rubén Plaza), 2019 (Davide Cimolai)
- Volta a Àustria: 2018 i 2019 (Ben Hermans)
- Tour de Utah: 2019 (Ben Hermans)
- Arctic Race of Norway: 2021 (Ben Hermans), 2023 (Stephen Williams)
- Volta a Turquia: 2022 (Patrick Bevin)

### Grans Voltes
- Tour de França
  - 4 participacions (2020, 2021, 2022, 2023)
  - 3 victòries d'etapa:
    - 2 el 2022: Simon Clarke i Hugo Houle
    - 1 el 2023: Michael Woods

- Giro d'Itàlia
  - 6 participacions: (2018, 2019, 2020, 2021, 2022, 2023)
  - 2 victòries d'etapa:
    - 1 el 2020: Alex Dowsett
    - 1 el 2021: Daniel Martin

- Volta a Espanya
  - 4 participacions (2020, 2021, 2022, 2023)
  - 1 victòria d'etapa:
    - 1 el 2020: Daniel Martin

### Campionats nacionals
- Campionat d'Àustria en contrarellotge: 2019, 2020, 2021 (Matthias Brändle)
- Campionat del Canadà en ruta: 2021 (Guillaume Boivin), 2024 (Michael Woods)
- Campionat del Canadà en contrarellotge: 2022 (Derek Gee)
- Campionat de Dinamarca en ruta: 2021 (Mads Würtz Schmidt)
- Campionat d'Estònia en ruta: 2016, 2018 (Mihkel Räim) i 2020 (Norman Vahtra)
- Campionat d'Israel en ruta: 2016, 2019 (Guy Sagiv), 2017, 2018 (Roy Goldstein), 2020 (Omer Goldstein), 2022 i 2023 (Itamar Einhorn), 2024 (Oded Kogut)
- Campionat d'Israel en contrarellotge: 2015 (Yoav Bear), 2016 (Aviv Yechezkel), 2017, 2020 (Guy Sagiv), 2018, 2021, 2022 (Omer Goldstein) i 2019 (Guy Niv), 2024 (Oded Kogut)
- Campionat Letònia en ruta: 2017 i 2018 (Krists Neilands)
- Campionat Mèxic en ruta: 2016 (Luis Lemus)
- Campionat Namíbia en ruta: 2016 (Dan Craven)

## Classificacions UCI
A partir del 2015 l'equip participa en les proves dels circuits continentals.
UCI Àfrica Tour
| Temporada | Classificació per equips | Millor ciclista en la classificació individual |
| --------- | ------------------------ | ---------------------------------------------- |
| 2016      | 16è                      | Dan Craven (67è)                               |
| 2017      | 19è                      | Dan Craven (92è)                               |
| 2018      | 24è                      | Edwin Ávila (203è)                             |
| 2019      | -                        | Awet Gebremedhin (100è)                        |
| 2021      | -                        | Daryl Impey (8è)                               |
| 2022      | -                        | Daryl Impey (15è)                              |

UCI Amèrica Tour
| Temporada | Classificació per equips | Millor ciclista en la classificació individual |
| --------- | ------------------------ | ---------------------------------------------- |
| 2016      | 18è                      | Mihkel Räim (117è)                             |
| 2017      | 22è                      | Guillaume Boivin (50è)                         |
| 2018      | 8è                       | Ben Hermans (9è)                               |
| 2019      | -                        | Edwin Ávila (19è)                              |
| 2020      | -                        | James Piccoli (42è)                            |
| 2021      | -                        | Michael Woods (3r)                             |
| 2022      | -                        | Michael Woods (10è)                            |
| 2023      | -                        | Michael Woods (5è)                             |

UCI Àsia Tour
| Temporada | Classificació per equips | Millor ciclista en la classificació individual |
| --------- | ------------------------ | ---------------------------------------------- |
| 2017      | 42è                      | Guillaume Boivin (62è)                         |
| 2018      | 10è                      | Ben Hermans (17è)                              |

UCI Europa Tour
| Temporada | Classificació per equips | Millor ciclista en la classificació individual |
| --------- | ------------------------ | ---------------------------------------------- |
| 2015      | 56è                      | Bartosz Warchoł (323è)                         |
| 2016      | 31è                      | Mihkel Räim (116è)                             |
| 2017      | 25è                      | Mihkel Räim (160è)                             |
| 2018      | 7è                       | Ben Hermans (63è)                              |
| 2019      | 4t                       | Tom Van Asbroeck (73è)                         |
| 2020      | -                        | Daniel Martin (25è)                            |
| 2021      | -                        | Ben Hermans (47è)                              |
| 2022      | -                        | Dylan Teuns (26è)                              |

UCI Oceania Tour
| Temporada | Classificació per equips | Millor ciclista en la classificació individual |
| --------- | ------------------------ | ---------------------------------------------- |
| 2018      | 11è                      | Krists Neilands (49è)                          |
| 2019      | -                        | Zakkari Dempster (21è)                         |
| 2021      | -                        | Patrick Bevin (25è)                            |
| 2022      | -                        | Simon Clarke (5è)                              |
| 2023      | -                        | Corbin Strong (5è)                             |

El 2016 la Classificació mundial UCI passa a tenir en compte totes les proves UCI. Durant tres temporades existeix paral·lelament amb la classificació UCI World Tour i els circuits continentals. A partir del 2019 substitueix definitivament la classificació UCI World Tour.
| Temporada | Classificació per equips | Millor ciclista en la classificació individual |
| --------- | ------------------------ | ---------------------------------------------- |
| 2016      | -                        | Mihkel Räim (232è)                             |
| 2017      | -                        | Guillaume Boivin (181è)                        |
| 2018      | -                        | Ben Hermans (65è)                              |
| 2019      | 19è                      | Tom Van Asbroeck (90è)                         |
| 2020      | 22è                      | Daniel Martin (29è)                            |
| 2021      | 10è                      | Michael Woods (13è)                            |
| 2022      | 19è                      | Dylan Teuns (32è)                              |
| 2023      | 16è                      | Michael Woods (47è)                            |

## Composició de l'equip 2024
| Llista de l'equip 2024                    | Llista de l'equip 2024 | Llista de l'equip 2024                          | Llista de l'equip 2024 |
| Ciclista                                  | Data de naixement      | Equip previ                                     |                        |
| ----------------------------------------- | ---------------------- | ----------------------------------------------- | ---------------------- |
| Pascal Ackermann                          | 17 de gener de 1994    | UAE Team Emirates (2023)                        |                        |
| George Bennett                            | 7 de abril de 1990     | UAE Team Emirates (2023)                        |                        |
| Guillaume Boivin                          | 25 de maig de 1989     | Optum-Kelly Benefit Strategies (2015)           |                        |
| Simon Clarke                              | 18 de juliol de 1986   | Qhubeka NextHash (2021)                         |                        |
| Itamar Einhorn                            | 20 de setembre de 1997 | Côtes d'Armor-Marie Morin-Véranda Rideau (2019) |                        |
| Marco Frigo                               | 2 de març de 2000      | Israel Cycling Academy (2022)                   |                        |
| Christopher Froome                        | 20 de maig de 1985     | Ineos Grenadiers (2020)                         |                        |
| Jakob Fuglsang                            | 22 de març de 1985     | Astana-Premier Tech (2021)                      |                        |
| Derek Gee                                 | 3 de agost de 1997     | Israel Cycling Academy (2022)                   |                        |
| Hugo Hofstetter                           | 13 de febrer de 1994   | Arkéa-Samsic (2023)                             |                        |
| Mason Hollyman                            | 25 de juny de 2000     | Israel Cycling Academy (2022)                   |                        |
| Hugo Houle                                | 27 de setembre de 1990 | Astana-Premier Tech (2021)                      |                        |
| Oded Kogut                                | 14 de febrer de 2001   | Israel Premier Tech Academy (2023)              |                        |
| Krists Neilands                           | 18 de agost de 1994    | Axeon-Hagens Berman (2016)                      |                        |
| Riley Pickrell                            | 16 de agost de 2001    | Israel Premier Tech Academy (2023)              |                        |
| Nadav Raisberg                            | 29 de març de 2001     | Israel Premier Tech Academy (2023)              |                        |
| Matthew Riccitello                        | 5 de març de 2002      | Hagens Berman Axeon (2022)                      |                        |
| Guy Sagiv                                 | 5 de desembre de 1994  | BMC Racing Team (2015)                          |                        |
| Nick Schultz                              | 13 de setembre de 1994 | BikeExchange-Jayco (2022)                       |                        |
| Michael Schwarzmann                       | 7 de gener de 1991     | Lotto Dstny (2023)                              |                        |
| Riley Sheehan                             | 16 de juny de 2000     | Denver Disruptors (2023)                        |                        |
| Jake Stewart                              | 2 de octubre de 1999   | Groupama-FDJ (2023)                             |                        |
| Corbin Strong                             | 30 de abril de 2000    | SEG Racing Academy (2021)                       |                        |
| Dylan Teuns                               | 1 de març de 1992      | Bahrain Victorious (2022)                       |                        |
| Tom Van Asbroeck                          | 19 de abril de 1990    | EF Education First-Drapac (2018)                |                        |
| Ethan Vernon                              | 26 de agost de 2000    | Soudal Quick-Step (2023)                        |                        |
| Stephen Williams                          | 9 de juny de 1996      | Bahrain Victorious (2022)                       |                        |
| Michael Woods                             | 12 de octubre de 1986  | EF Pro Cycling (2020)                           |                        |
| Mads Würtz Schmidt                        | 31 de març de 1994     | Katusha-Alpecin (2019)                          |                        |
| Rick Zabel (1 de gen–26 de maig)          | 7 de desembre de 1993  | Katusha-Alpecin (2019)                          |                        |
| Joseph Blackmore (3 de maig–31 de des)    | 23 de febrer de 2003   | Team Inspired (2023)                            |                        |
| Jim Brown (20 de ago–31 de des, aprenent) | 2 de octubre de 2000   | Cross Team Legendre (2023)                      |                        |
|                                           |                        |                                                 |                        |
| Font: ProCyclingStats                     |                        |                                                 |                        |